# Хронологія рекордів Європи з бігу на 10000 метрів серед жінок
Рекорди Європи з бігу на 10000 метрів визнаються Європейською легкоатлетичною асоціацією з-поміж результатів, які показали європейські легкоатлетки на відповідній дистанції на біговій доріжці стадіону, за умови дотримання встановлених вимог.
Європейська легкоатлетична асоціація розпочала ратифікацію континентальних рекордів у цій дисципліні у 1981.

## Хронологія рекордів
| Результат                              | Атлетка                       | Місто змагань | Дата змагань | Примітки                | Відео            |
| -------------------------------------- | ----------------------------- | ------------- | ------------ | ----------------------- | ---------------- |
| 32.17,20                               | Олена Сіпатова СРСР           | Москва        | 19.09.1981   |                         |                  |
| 31.48,23                               | Ганна Домарадська СРСР        | Київ          | 27.07.1982   |                         |                  |
| 31.35,01                               | Людмила Баранова СРСР         | Краснодар     | 29.05.1983   |                         |                  |
| 31.27,58                               | Раїса Садрейдінова СРСР       | Одеса         | 07.09.1983   |                         |                  |
| 31.13,78                               | Ольга Бондаренко СРСР         | Київ          | 24.06.1984   |                         |                  |
| 30.59,42                               | Інгрід Крістіансен Норвегія   | Осло          | 27.07.1985   |                         | Відео на YouTube |
| 30.13,74                               | Інгрід Крістіансен Норвегія   | Осло          | 05.07.1986   |                         |                  |
| 30.01,09                               | Пола Редкліфф Велика Британія | Мюнхен        | 06.08.2002   |                         | Відео на YouTube |
| 29.36,67                               | Сіфан Гассан Нідерланди       | Генгело       | 10.10.2020   | [ 1 ] [ 2 ]             | Відео на YouTube |
| 29.06,82                               | Сіфан Гассан Нідерланди       | Генгело       | 06.06.2021   | [ 3 ] [ 4 ] [ 5 ] [ 6 ] | Відео на YouTube |
| 3 роки, 295 днів від дати встановлення |                               |               |              |                         |                  |